# Campitello Matese
Campitello Matese è una frazione del comune di San Massimo in  provincia di Campobasso, rinomato centro di sport invernali dell'Italia meridionale.

## Storia
Fino agli anni sessanta la località disponeva di un solo stabile: il Rifugio Iezza (oggi l'omonimo albergo/ristorante/pizzeria) utilizzato come ricovero dai pastori che d'estate salivano in quota per far pascolare le greggi. In quegli anni già le prime comitive cominciavano a salire per sciare e per passare le ferie nell'aria pura che vi si respira; negli anni settanta furono realizzate molte delle strutture ancor oggi presenti, tra le quali anche la nuova strada che parte da San Massimo, invece della vecchia che partiva da Bojano, e sempre in quegli anni venne progettata la stazione sciistica.

## Geografia fisica

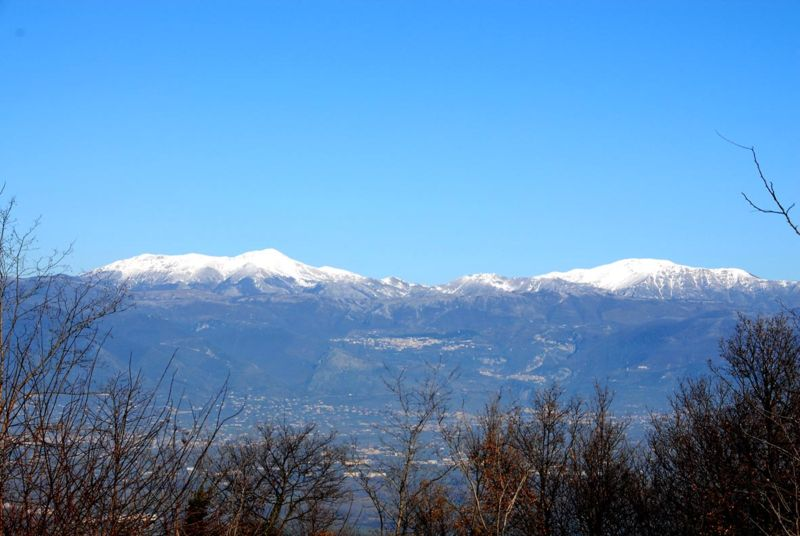
Panoramica del Matese dal versante campano

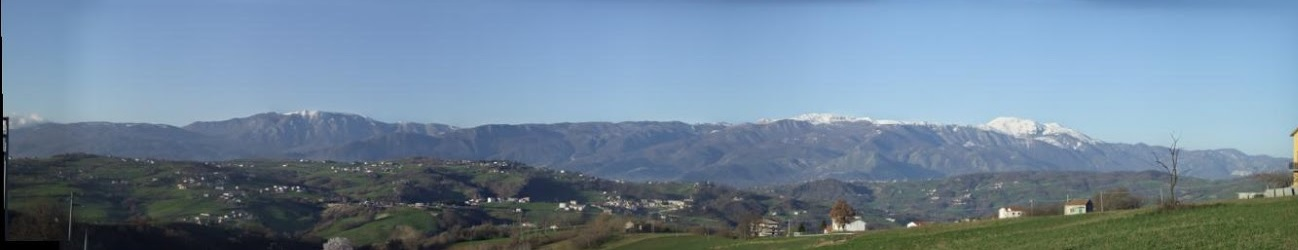
Panoramica del Matese dal versante molisano

Il pianoro è situato nell'Appennino sannita, all'interno del Massiccio del Matese, a 1450 m s.l.m., ed alle sue spalle si erge il monte Miletto (2050 m s.l.m. nel comune di Roccamandolfi), la cima più alta del massiccio e della regione, mentre altre importanti montagne sono il Monte Croce e La Gallinola.
Il gruppo montuoso fa parte del Matese, zona carsica con boschi, grotte, panorami, fossili ed altro ancora; una caratteristica importante è la sua piana: le montagne circostanti infatti si chiudono intorno ad una grande vallata pianeggiante, che in occasione della primavera, con lo scioglimento delle nevi, porta alla formazione di un grande lago montano d'altura, il Lago del Matese.
Sempre in primavera si possono vedere i caratteristici fiori bucaneve che decorano con la loro naturale bellezza le montagne. Vengono esercitate diverse discipline sportive su queste montagne, dallo sci al mountain bike, all'arrampicata sulle rocce, fino al parapendio.
Il 20 dicembre 2014 è stata installata la nuova stazione meteorologica di Campitello Matese, integrata con una webcam HD, posizionate nel pianoro.

## Turismo

### Stazione sciistica

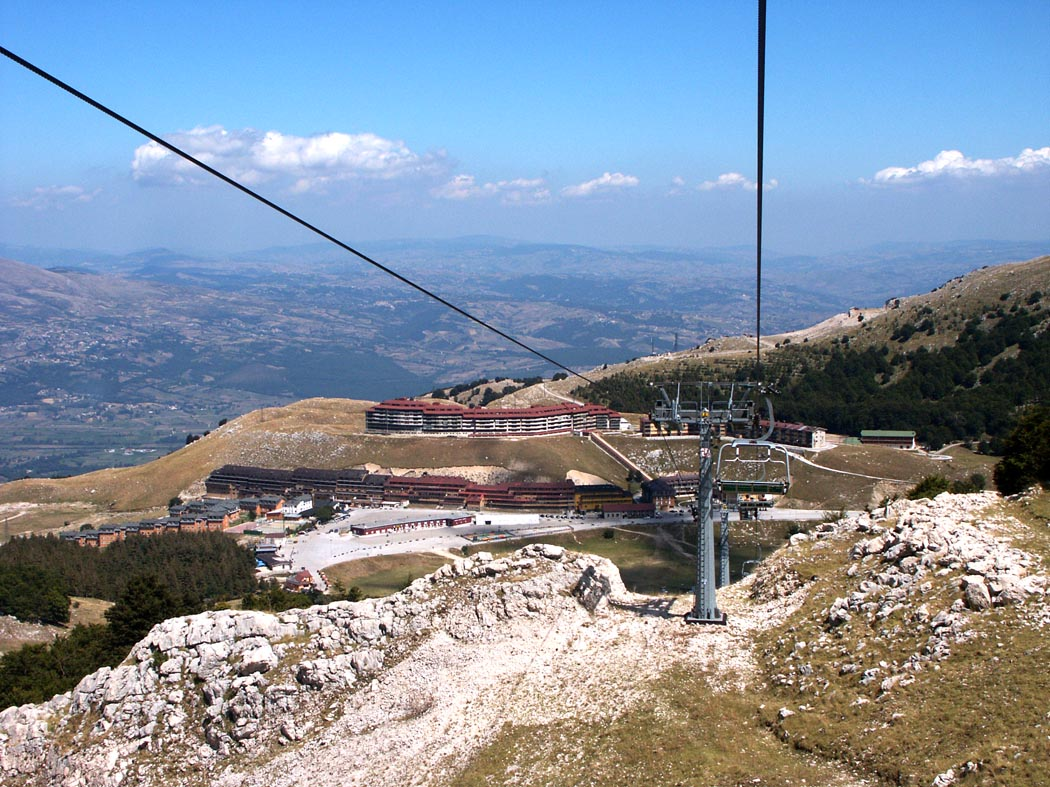
Impianti di risalita

Turisticamente Campitello Matese è tra le più grandi ed apprezzate località sciistiche del centro-sud Italia, una delle due stazioni sciistiche del Molise assieme a Capracotta. Comodamente raggiungibile con una larga e scorrevole strada che la collega alla SS 17, nel villaggio sono presenti 6 hotels diversi dei quali attrezzati per il wellness con piscine calde e beauty farm, diversi residences, numerosi ristoranti e locali commerciali, attività per il noleggio di attrezzature sciistiche e sportive e 4 scuole sci con maestri abilitati.
La stazione sciistica può contare su circa 40 km di piste per lo sci alpino, con 4 seggiovie e 2 sciovie ed 1 tappeto trasportatore. Dal 2016 in funzione anche la nuova seggiovia Capodacqua. Le piste: 2 azzurre per principianti, 8 piste rosse di media difficoltà, 3 piste nere per gli sciatori più esperti. 3 piste sono omologate dalla Federazione Internazionale Sci per gare internazionali. 3 anelli di varia difficoltà per lo sci di fondo vengono battuti nel pianoro a valle degli impianti di risalita. Quando le condizioni di innevamento lo consentono è anche attivo uno snow park e data la peculiarità delle discese da monte, la località è molto apprezzata anche per i fuoripista. La stazione è inoltre dotata di un moderno impianto di innevamento artificiale che serve le principali piste, sia in quota che a valle. Dalla vetta di Colle del Caprio, raggiungibile sia in escursioni a piedi che comodamente in seggiovia, è visibile un ampio panorama e nei giorni limpidi è facile vedere non solo il Vesuvio e il Mar Tirreno, ma anche l'Adriatico e la sagoma del Tavoliere pugliese.

### Ciclismo

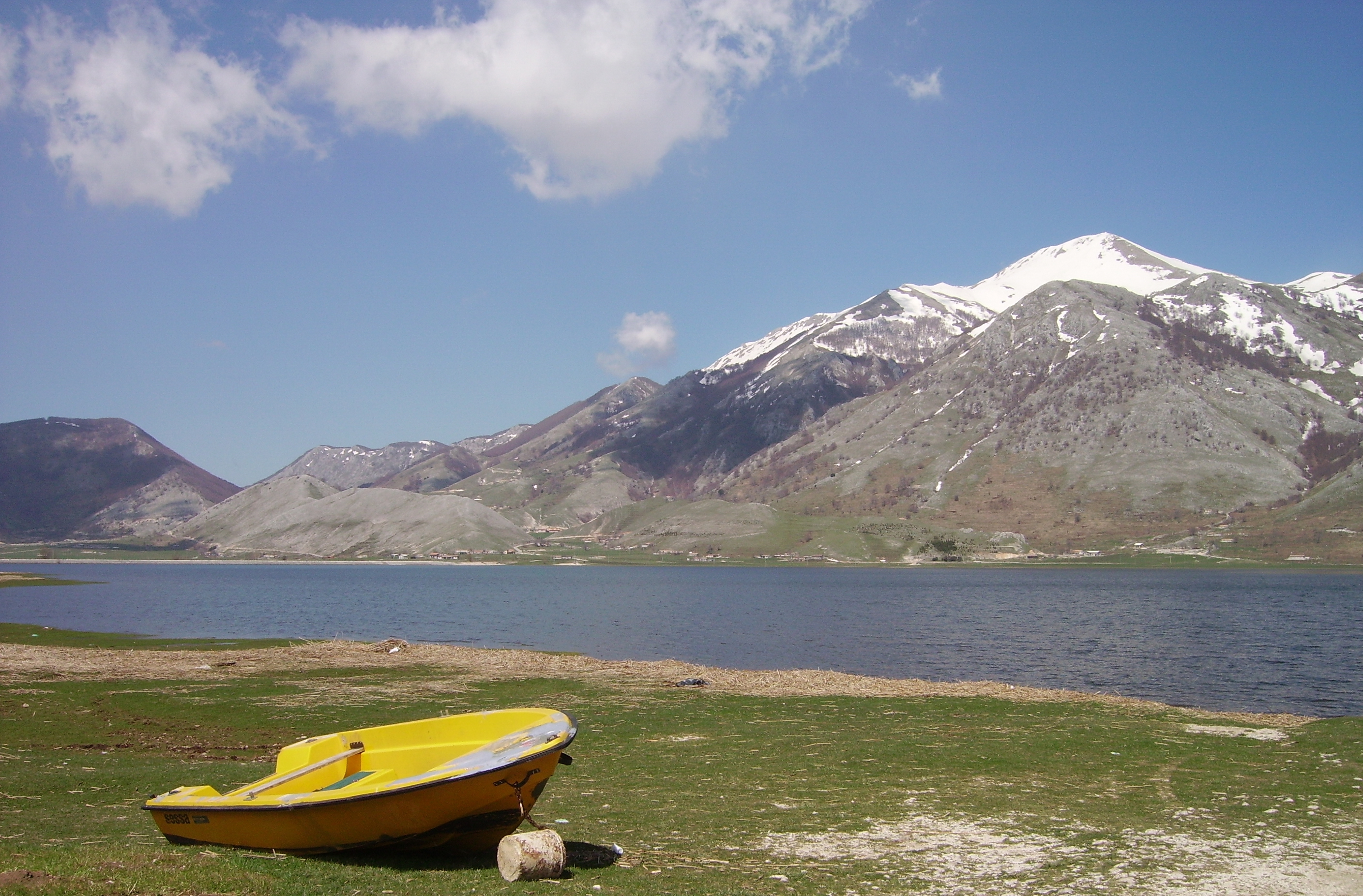
Lago del Matese

La località è nota agli appassionati di ciclismo per essere stata diverse volte sede di arrivo di tappa del Giro d'Italia: la prima nel 1969, l'ultima nel 2015. Le caratteristiche dell'ascesa da San Massimo a Campitello (13,5 km di lunghezza per 850 m di dislivello, pendenza media del 6,4%) ne fanno uno degli arrivi in salita più impegnativi degli Appennini.
Tappe del Giro d'Italia con arrivo a Campitello Matese
| Anno | Tappa | Partenza                 | km  | Vincitore di tappa | Maglia rosa       |
| ---- | ----- | ------------------------ | --- | ------------------ | ----------------- |
| 1969 | 10ª   | Potenza                  | 254 | Carlo Chiappano    | Eddy Merckx       |
| 1982 | 12ª   | Cava de' Tirreni         | 171 | Bernard Hinault    | Bernard Hinault   |
| 1983 | 6ª    | Vasto                    | 145 | Alberto Fernández  | Silvano Contini   |
| 1988 | 6ª    | Santa Maria Capua Vetere | 137 | Franco Chioccioli  | Massimo Podenzana |
| 1994 | 4ª    | Montesilvano             | 204 | Evgenij Berzin     | Evgenij Berzin    |
| 2002 | 11ª   | Benevento                | 140 | Gilberto Simoni    | Jens Heppner      |
| 2015 | 8ª    | Fiuggi                   | 186 | Beñat Intxausti    | Alberto Contador  |

È stata inoltre sede di partenza delle seguenti tappe del Giro d'Italia:
| Anno | Tappa | Arrivo   | km  | Vincitore di tappa | Maglia rosa       |
| ---- | ----- | -------- | --- | ------------------ | ----------------- |
| 1982 | 13ª   | Pescara  | 164 | Silvano Contini    | Bernard Hinault   |
| 1983 | 7ª    | Salerno  | 216 | Moreno Argentin    | Giuseppe Saronni  |
| 1988 | 7ª    | Avezzano | 178 | Andreas Kappes     | Massimo Podenzana |

Nel 1982 e nel 1994 il vincitore di tappa risultò anche vincitore del Giro d'Italia. Nel 2002 Simoni, il giorno dopo aver vinto la tappa, fu costretto a ritirarsi dalla corsa per un'accusa di doping.